# Diocesi di Carora
La diocesi di Carora (in latino Dioecesis Carorensis) è una sede della Chiesa cattolica in Venezuela suffraganea dell'arcidiocesi di Barquisimeto. Nel 2021 contava 323.840 battezzati su 335.760 abitanti. È retta dal vescovo Carlos Enrique Curiel Herrera, Sch. P.

## Territorio
La diocesi comprende 3 comuni dello stato venezuelano di Lara: Morán, Torres e Urdaneta.
Sede vescovile è la città di Carora, dove si trova la cattedrale di San Giovanni Battista.
Il territorio si estende su una superficie di 11.708 km² ed è suddiviso in 30 parrocchie.

## Storia
La diocesi è stata eretta il 25 luglio 1992 con la bolla Certiori christifidelium di papa Giovanni Paolo II, ricavandone il territorio dall'arcidiocesi di Barquisimeto.

## Cronotassi dei vescovi
Si omettono i periodi di sede vacante non superiori ai 2 anni o non storicamente accertati.
- Eduardo Herrera Riera † (5 luglio 1994 - 5 dicembre 2003 ritirato)
- Ulises Antonio Gutiérrez Reyes, O. de M. (5 dicembre 2003 - 27 agosto 2011 nominato arcivescovo di Ciudad Bolívar)
- Luis Armando Tineo Rivera (23 luglio 2013 - 23 giugno 2020 dimesso)[2]
- Carlos Enrique Curiel Herrera, Sch. P., dal 30 marzo 2021

## Statistiche
La diocesi nel 2021 su una popolazione di 335.760 persone contava 323.840 battezzati, corrispondenti al 96,5% del totale.
| anno | popolazione | popolazione | popolazione | presbiteri | presbiteri | presbiteri | presbiteri                | diaconi | religiosi | religiosi | parrocchie |
| anno | battezzati  | totale      | %           | numero     | secolari   | regolari   | battezzati per presbitero | diaconi | uomini    | donne     | parrocchie |
| ---- | ----------- | ----------- | ----------- | ---------- | ---------- | ---------- | ------------------------- | ------- | --------- | --------- | ---------- |
| 1999 | 230.000     | 237.235     | 97,0        | 24         | 22         | 2          | 9.583                     | 2       | 3         | 37        | 24         |
| 2000 | 225.372     | 237.234     | 95,0        | 25         | 22         | 3          | 9.014                     | 2       | 4         | 35        | 22         |
| 2001 | 231.006     | 244.351     | 94,5        | 25         | 22         | 3          | 9.240                     | 2       | 4         | 38        | 22         |
| 2002 | 237.956     | 251.681     | 94,5        | 28         | 25         | 3          | 8.498                     | 2       | 5         | 35        | 24         |
| 2003 | 243.904     | 257.973     | 94,5        | 30         | 26         | 4          | 8.130                     | 2       | 6         | 36        | 25         |
| 2004 | 251.221     | 265.712     | 94,5        | 29         | 26         | 3          | 8.662                     | 2       | 5         | 34        | 25         |
| 2006 | 259.533     | 274.504     | 94,5        | 31         | 28         | 3          | 8.372                     | 2       | 5         | 36        | 25         |
| 2013 | 292.000     | 303.000     | 96,4        | 38         | 35         | 3          | 7.684                     | 2       | 6         | 36        | 26         |
| 2016 | 304.112     | 315.263     | 96,5        | 40         | 35         | 5          | 7.602                     | 2       | 5         | 26        | 27         |
| 2019 | 316.000     | 327.700     | 96,4        | 34         | 30         | 4          | 9.294                     | 1       | 4         | 24        | 56         |
| 2021 | 323.840     | 335.760     | 96,4        | 35         | 33         | 2          | 9.252                     | 1       | 2         | 21        | 30         |